# Joseph Wu Qinjing
Joseph Wu Qinjing (chinesisch 吳欽敬 / 吴钦敬, Pinyin Wú Qīnjìng, * 11. November 1968 in Xingping) ist Bischof von Zhouzhi.

## Leben
Wu wurde am 11. November 1968 im Dorf Wufeng in Xingping, geboren. Nach dem Abitur 1989 wurde er an das Shanghai Sheshan Seminar aufgenommen, wo er 1995 seinen Abschluss machte.
Er wurde am 11. Februar 1996 von Yang Guangyan zum Priester geweiht. Im Jahr 2000 ging er in die Vereinigten Staaten, um dort weiter zu studieren. Drei Jahre später machte er seinen Master in Theologie an der Saint John’s University. Nach seinem Master-Abschluss an der Fordham University in New York im Jahr 2005 kehrte er nach Hause zurück und unterrichtete weiter am Shaanxi-Seminar.
Im September 2006 wurde er von der kommunistischen Regierung unter Hausarrest gestellt. Er wurde 2014 freigelassen.
2010 wurde er zum Bischof der römisch-katholischen Diözese Zhouzhi gewählt. Mit dem päpstlichen Mandat am 19. Oktober 2005 nahm er das Bischofsamt an. 